# Didemnum lillipution
Didemnum lillipution är en sjöpungsart som beskrevs av Kott 2004. Didemnum lillipution ingår i släktet Didemnum och familjen Didemnidae. Inga underarter finns listade i Catalogue of Life.